# Nieuw Amsterdam

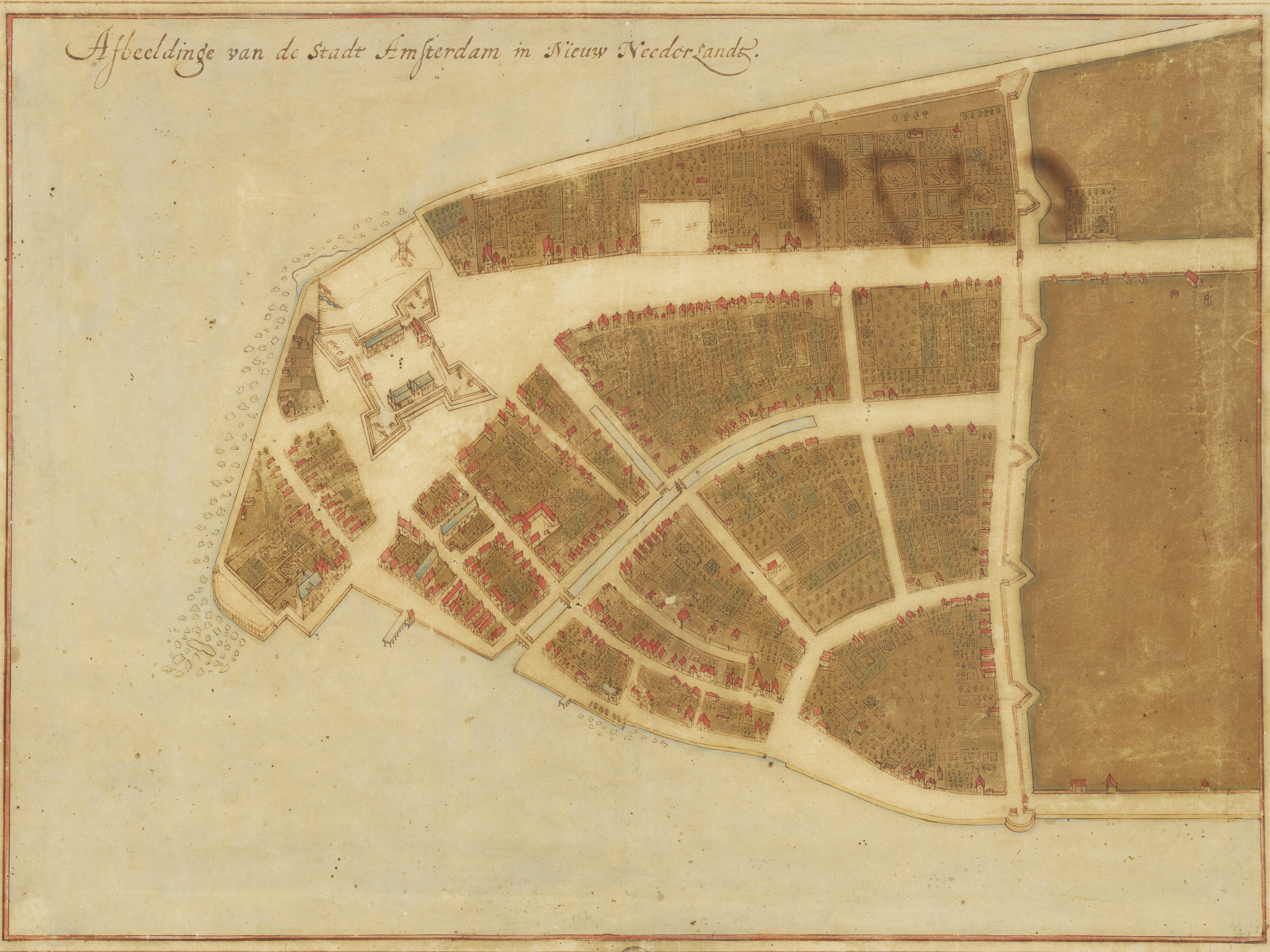
Originalkartan över staden Nieuw Amsterdam, kallad Castello Plan, från 1660.

Nieuw Amsterdam (även Nieuw-Amsterdam, engelska: New Amsterdam; 'Nya Amsterdam') var det nederländska nybygge som anlades som del av den nederländska koloniseringen av Amerika i början av 1600-talet. Nieuw Amsterdam grundlades på den södra delen av Manhattan och var Nya Nederländernas huvudstad.
På 1660-talet tog brittiska styrkor kontrollen över Manhattan och resten av de nederländska kolonierna. Därefter bytte staden namn till New York.

## Historia
Kolonin grundades efter att nederländaren Peter Minuit köpt södra delen av ön Manhattan (då med lokala namnet Mana-hatta). Bosättningen inledde sin historia som ett faktori för handel mellan Europa och de lokala ekonomierna. Den anlades i skydd av Fort Amsterdam, ett nederländskt fort på ön som grundades av en Amsterdam-baserad gren av Nederländska västindiska kompaniet. Den nederländska besittningen gavs ofta namnet Nieuw Amsterdam, efter namnet på Nederländernas huvudstad, även om Amsterdam van Nieuw Nederland ('Amsterdam i Nya Nederländerna') också står skrivet på många officiella papper.
Inledningsvis var Nieuw Amsterdam inte mycket mer än en by, belägen på den sydligaste udden av Manhattan. Faktoriet skötte handeln med skinn längs med Hudsonfloden (då benämnd som "Norra floden", till skillnad från East River). Under 1624 inkorporerades det västindiska kompaniets faktori som en provins av den nederländska republiken, och året efter stadfästes den som huvudstad för Nya Nederländerna. Byn växte sakta, men 2 februari 1653 utfärdades stadsrättigheter.
Den sammanlagda befolkningen i Nya Nederländerna beräknas 1665 ha vuxit till mellan 2 000 och 3 500 personer, varav minst 1 500 bodde i Nieuw Amsterdam. År  1664 hade de siffrorna vuxit till nästan 9 000 respektive 2 500 personer. Omkring 1 000 av stadsborna bodde då kring Fort Oranje, motsvarande dagens Albany längre uppför Hudsonfloden. 
Administrationen i kolonin var ineffektiv och under vissa tider präglad av korruption. År 1664 övertogs kolonin av Kungariket England, varefter staden fick det nya namnet New York. Det nya namnet var efter hertigen av York (senare Jakob II av England). Under den tillfälliga nederländska ockupationen av staden 1673–1674 gavs den det nya namnet Nieuw Oranje, till Vilhelm av Oraniens ära. Fördraget i Westminster 1674 avslutade det tredje engelsk-nederländska kriget och befäste staden som en engelsk besittning.